# 운동 중 뇌진탕
뇌진탕은 일종의 두뇌 외상으로, 어린아이들부터 성인 운동선수들까지 운동 중에 빈번하게 발생한다. 반복된 뇌진탕은 각종 신경계 장애, 특히 만성 뇌질환 외상 (CTE) 등의 주된 원인이 되며, 이는 운동선수들이 조기은퇴까지 하게끔 만들며, 엉뚱한 행동과 심지어 자살까지 유발한다. 뇌진탕은 X-레이나 CT 촬영에서 발견되지 않기 때문에, 이를 막는 건 상당히 어렵다.
반복된 뇌진탕의 위험성은 흔히 오래 전부터 복싱 선수들과 레슬링 선수들로부터 알려졌으며, 이 두 스포츠에서는 흔히 만성 뇌질환 외상(CTE)이 나타나며, 1928년에는 '권투선수 치매' (DP) 라는 질병이라고 처음 불렸다. 뇌진탕의 위험성에 대한 인식은 1990년대 들어서 크게 커졌으며, 특히 2000년대 중반에 들어서는, 의료계와 스포츠 협회들이 극도로 잦은 CTE에 노출되어 일찍이 생을 마감한 한 미식축구 선수의 뇌에 관한 연구들에 주목하기 시작했다.
2012년부터는, 미국과 캐나다의 네 개의 주요 스포츠 리그 에서는 뇌진탕과 관련한 정책들을 시행하기 시작했다. 스포츠 관련된 뇌진탕은 일반적으로 통증 심각도 체크리스트와 밸런스 테스트로 이루어진 스포츠 뇌진탕 평가 기구 (SCAT)를 이용해서 운동 훈련 중 혹은 의료 담당 직원을 통해서 인지 기능을 평가함으로써 분석된다.

## 위험성
뇌진탕 증상은 심각성에 따라서 인지하지 못 할 정도의 시간 동안 지속된다. 뇌진탕은 사람의 두뇌 활동에 영향을 준다.
일종의 지속된 뇌진탕 증상이라고 정의되는, 뇌진탕 후 증후군의 가능성이 존재한다. 뇌진탕 후 증후군은 신체적, 인지적, 감정적, 그리고 수면과 관련된 증상으로 분류된다. 신체적 증상은 두통, 메스꺼움, 그리고 구토를 포함한다. 운동선수들이 경험하는 인지적 증상은 말을 빨리 하지 못 하는 현상과 기억력이나 집중력이 떨어지는 현상이 있다. 감정과 잠에 관련된 증상으로는 과민, 우울증, 나른함, 그리고 불면증이 있습니다.
앞서 언급한 뇌진탕 후 증후군과 마찬가지로, 뇌진탕증상들도 즉각적인 증상과 지연발생적인 증상으로 분류됩니다. 즉각적인 증상은 뇌진탕 경험 후 즉시 발생되며 기억상실, 정신혼미, 그리고 균형감각 상실과 같은 현상들이 있다. 지연발생적 증상은 뇌진탕 이 발생하고 경과가 조금 지난 후에 나타나며, 수면장애와 행동 변화와 같은 현상들이 있다. 즉각적인 증상과 지연발생적 증상 모두 장기간 동안 발생할 수 있으며, 회복과 관련돼 나쁜 영향을 줄 수 있다. 연구에 따르면, 20-25%의 뇌진탕 환자들은 지속적인 뇌진탕을 경험했으며 만성적인, 지연발생적인 현상을 경험했다고 한다.
반복된 뇌진탕은 인간에게 재차 발생될 뇌진탕에 보다 취약하게 만들며, 이것은 스포츠 관련 종사자들이 재차 발생할 뇌진탕을 막기 위해 힘쓰는 이유이기도 하다. 재차 발생한 뇌진탕을 희귀질환을 유발시킬 수 있으며, 심각한 부상과 사망까지 이르게 하는 세컨드 임팩트 신드롬을 유발시킬 수 있다 . 세컨드 임팩트 신드롬은 운동선수가 전에 겪은 뇌진탕을 회복하는 시기가 끝나기 전에 두 번째 머리 부상을 입었을 때 발생한다.
반복된 뇌진탕은 CTE, 알츠하이머, 파킨슨 병과 근위축성 측방 경화증 (ALS)을 포함한 다양한 신경질환들을 운동선수들로부터 발생시킨다.

## 발생률
미국에서는 한 해 평균 약 160-380만 번의 뇌진탕이 경기 스포츠와 오락활동 도중에 발생한다; 이 수치는 대략적인 수치이며, 발생한 뇌진탕의 약 50%정도는 기록되지 않았다고 한다. 뇌진탕이 빈번하게 발생하는 스포츠는 미식축구, 하키, 럭비, 축구 그리고 농구가 있다. 강력한 단일 충격으로 유발된 뇌진탕 이외에도, 보다 가벼운 다수의 충격 또한 뇌진탕을 유발 할 수 있다.
| 스포츠                   | 1000명 기준 부상 비율 |
| ------------------------ | --------------------- |
| 여자 아이스하키          | 0.91                  |
| 남자 춘계 미식축구(미국) | 0.54                  |
| 남자 아이스 하키         | 0.41                  |
| 여자 축구                | 0.41                  |
| 남자 미식축구(미국)      | 0.40                  |
| 남자 축구                | 0.28                  |
| 남자 라크로스            | 0.25                  |
| 여자 라크로스            | 0.25                  |
| 남자 레슬링              | 0.25                  |
| 여자 농구                | 0.22                  |
| 여자 필드하키            | 0.18                  |
| 남자 농구                | 0.16                  |
| 여자 체조                | 0.16                  |
| 여자 소프트볼            | 0.14                  |
| 여자 배구                | 0.09                  |
| 남자 야구                | 0.07                  |
| 모든 스포츠              | 0.28                  |

## 정책

### MLB(미국프로야구리그)
미국프로야구리그의 정책은 2007년도에 처음으로 도입됐으며, 부상을 당한 선수들은 팀 내 운동 트레이너를 통해서 검진을 받게 함 . 2011년 3월 29일, 미국프로야구협회는 리그의 뇌진탕 관련 정책에 관한 여러 규약들은 발표했다. 이 새로운 정책은 4개의 주된 규정들을 포함한다:
- 모든 팀들은 팀의 모든 선수들에게 신경인지 테스트를 제공해야 하며, 동계훈련 기간 동안 혹은 선수의 입단 이후에는 반드시 ImPACT (즉각적인 뇌진탕 후 평가와 인지 테스트)를 통해 선수들을 관리해야 한다.
- SCAT2(스포츠 뇌진탕 평가 기구, 버전 2)는 리그의 공식 뇌진탕 평가 기구로 채택됐으며, 리그의 여러 팀들은 받아들이기 시작했다.
- 뇌진탕을 입은 선수는 7일 동안 부상자 명단에 오르도록 한다. 14일 동안 부상자 명단에 올라있는 선수는 15일 명단으로 옮겨진다.
- 어느 선수든 간에 뇌진탕을 진단받은 선수는 부상자 명단에 올라있는 것과는 상관없이, 의무적으로 리그의 의료진 코치로부터 뛸 수 있다는 승인을 받아야 한다.

### NBA(미국프로농구협회)
미국프로농구협회는 따로 정책을 가지고 있지 않으며, 뇌진탕 발생 후 팀 내의 대처는 각각 다양하다. 미국프로농구협회는 매년 뇌진탕 관련 교육을 선수들에게 시행하고 있다. 선수들은 매년 시즌이 끝난 후 신경과 인지 관련된 평가를 받는다.
2016년 6월에 열린 NBA 파이널에서, 케빈 러브는 2경기 동안 뇌진탕 규정에 걸려 출전하지 못했다.

### NFL(미국미식축구리그)
미국미식축구리그는 2007년도 처음으로 정책을 도입했으며, 부상을 입은 선수들은 경기 도중에 의료진을 통해 치료를 받는다. 리그의 정책은 "NFL 뇌진탕 검사"를 의무화 하는데, 이는 경기 도중 머리를 가격 당해서 집중력, 사고능력 그리고 균형감각 등 을 점검하는 검사다. 2011년도에는, 한 테스트 방식을 도입했는데, 이는 증상 검진, 간단한 신경계 검사, 인지 검사, 그리고 균형감각 테스트를 결합한 방식이다. 부상당한 선수가 다시 그라운드로 복귀하려면, 이 테스트를 반드시 통과해야 한다.
만약 한 선수가 승인되지 않은 곳의 신경계 검사를 거쳐 통과했더라도, 복귀가 허용은 되지만 계속해서 경기 내내 사무국의 감찰을 받게 된다. 한 선수가 뇌진탕을 판정받았다면, 그 선수는 다시 복귀할 수 없다. 부상선수의 복귀 절차는 다음의 5가지 순서로 진행된다, "1. 휴식 그리고 회복 2. 가벼운 유산소 훈련 3. 꾸준한 유산소 훈련과 웨이트 트레이닝 4. 미식축구 특정 훈련들 5. 미식축구 전체 훈련 소화"
거의 모든 팀들은 다음과 같은 선수를 경험하는데, "계속 플레이하면서, 아슬아슬하게 필드에서 나자빠져, 코치들과 카메라, 언론으로부터 들통나지 않아, 한 경기나 두 경기 정도 휴식을 취하면서, 다시 경기에 뛰길 원해 계속해서 경기에 복귀하는 선수"
존스 홉킨스 대학에서 한 조사를 발표했는데, "연구원이 9명의 전직 NFL 선수들을 모집했는데, 이들은 수십년 전에 은퇴하고 나이가 57세에서 74세의 연령이었다. 그중 한 남성은 다양한 포지션에서 활동했었고, 수차례의 뇌진탕을 경험했다고 고백했고, 포지션 '러닝백'으로 활동할 때는 단 한차례도 뇌진탕을 당한 적이 없지만, 40차례의 뇌진탕은 모두 포지션 '디펜시브 태클'로 활동할 당시 경험했다고 털어놓았다"

### NHL(북미아이스하키리그)
북미아이스하키리그의 뇌진탕 관련 정책은 1997년 도입됐으며, 뇌진탕을 입은 선수는 팀 닥터를 통해 격리식에서 조치받도록 되어있다. 2011년 3월, NHL은 리그의 뇌진탕 관련 정책의 가이드라인을 발표했다. 가이라인이 채택되기 이전에, 과거 벤치에서 뇌진탕 관련 검사를 받는 건 최소요건이었나, 새롭게 도입된 가이드라인은 뇌진탕 증상을 보이는 선수들에게 의무적으로 라커룸에서 의사를 통해 검사받게 했다.
Paul Echlin 박사와 Brigham 여성병원의 Martha Shenton 박사 그리고 다른 조사자들은 다음과 같은  연구를 발표했다, "캐나다 대학교의 하키 선수들 45명의 남성과 여성을 상대로 독립적인 의사들을 통해서 2011-2012 시즌동안 면밀한 관찰을 했다. 45명의 모든 선수들은 시즌 전과 후에 MRI 검사를 받았다. 시즌 동안 뇌진탕 진단을 받은 11명의 선수는 72시간, 2주, 2달 정도 진행되는 추가적인 검사들을 받았다. 이 검사를 통해서, 미세한 두뇌의 백질과 염증 반응을 피검사자들로부터 발견했으며, 이 피검사들은 모두 검사 내내 임상적으로 진단받은 뇌진탕을 겪고있는 사람들이었다."